# 綽爾
綽爾，又稱「胡笳」、「潮爾」，蒙古族傳統樂器，是一種邊棱氣鳴樂器，形似竪笛，只有三個指孔，使用牙齒、舌頭和嘴唇送氣，多用灌木「扎拉嘎」的莖幹製成，也有木製和竹製的，流行於蒙古高原西部，主要在節日、婚禮、祭敖包等活動中演奏，通常在演奏前浸入水中，以密封木頭中的任何洩漏，演奏的旋律通常是模仿牧羊人在阿爾泰草原或山坡上聽到的水聲、動物叫聲和鳥鳴，代表樂曲有《鄂畢河的波濤》、《哈瓦河的流水》、《卡納斯河》、《鮮艷的花朵》等，是中國國家級非物質文化遺產。